# Colocleora herbuloti
Colocleora herbuloti är en fjärilsart som beskrevs av Pierre E.L. Viette 1973. Colocleora herbuloti ingår i släktet Colocleora och familjen mätare. Inga underarter finns listade i Catalogue of Life.